# Agustín Sánchez Quesada
Agustín Sánchez Quesada (Santa Cruz de Tenerife, Canàries, 30 d'agost de 1931-ibídem, 28 de novembre de 2015) va ser un futbolista espanyol que jugava a la posició de davanter.

## Clubs
| Club                    | País    | Any         | Notes                                |
| ----------------------- | ------- | ----------- | ------------------------------------ |
| Real Unión de Tenerife  | Espanya |             |                                      |
| Club Atlético de Madrid | Espanya | 1952 - 1960 | va guanyar la Copa del Rei (1959/60) |
| Reial Oviedo            | Espanya | 1960 - 1962 |                                      |